# Uchacq-et-Parentis
Uchacq-et-Parentis är en kommun i departementet Landes i regionen Nouvelle-Aquitaine i sydvästra Frankrike. Kommunen ligger i kantonen Mont-de-Marsan-Nord som tillhör arrondissementet Mont-de-Marsan. År 2022 hade Uchacq-et-Parentis 610 invånare.

## Befolkningsutveckling
Antalet invånare i kommunen Uchacq-et-Parentis
Referens:INSEE